# On the Job (film 1913)
On the Job è un cortometraggio muto del 1913. Il nome del regista non viene riportato nei credit del film.

## Produzione
Il film fu prodotto dalla Essanay Film Manufacturing Company.

## Distribuzione
Distribuito dalla General Film Company, il film - un cortometraggio di una bobina - uscì nelle sale cinematografiche USA il 28 maggio 1913.